# Corsomyza oneilii
Corsomyza oneilii är en tvåvingeart som beskrevs av Hesse 1938. Corsomyza oneilii ingår i släktet Corsomyza och familjen svävflugor. Inga underarter finns listade i Catalogue of Life.